# Phyllophaga macasana
Phyllophaga macasana är en skalbaggsart som beskrevs av Moser 1921. Phyllophaga macasana ingår i släktet Phyllophaga och familjen Melolonthidae. Inga underarter finns listade i Catalogue of Life.